# VBIOS
VBIOS是显示卡中的BIOS 。电子计算机启动时，显示卡的初始化就是由VBIOS負責。 用戶還可以通過VBIOS查看显示卡的型號、时钟频率、VRAM类型以及电压。
用户可以更改某些顯示卡VBIOS內的設定，用户因而可以通過VBIOS調整顯卡的核心频率、VRAM频率或风扇曲线。甚至某些显示卡可以刷入其他顯示卡的VBIOS，使得顯示卡的性能和其他顯示卡一樣。 